# Aleksandr Isaevič Solženicyn
Aleksandr Isaevič Solženicyn (in russo Алекса́ндр Иса́евич Солжени́цын?, AFI: [ɐlʲɪˈksandr ɪˈsaɪvʲɪtɕ səlʐɨˈnʲitsɨn]; Kislovodsk, 11 dicembre 1918 – Mosca, 3 agosto 2008) è stato uno scrittore, filosofo, storico e drammaturgo sovietico di nazionalità russa.
Conservatore, anticomunista e soprattutto antimodernista, con i suoi scritti (in particolare Arcipelago Gulag) fece conoscere al mondo la realtà dei gulag, campi di rieducazione per dissidenti del regime, in uno dei quali fu detenuto per molti anni.
Nel 1970 è stato insignito del Premio Nobel per la letteratura, con motivazione «per la forza etica con la quale ha proseguito l'indispensabile tradizione della letteratura russa». Espulso dall'URSS quattro anni dopo, tornerà al suo paese nel 1994, dopo la dissoluzione dell'Unione Sovietica nel 1991. Nello stesso anno sarà nominato membro del dipartimento di lingua e letteratura dell'Accademia serba delle scienze e delle arti.

## Biografia

### In Unione Sovietica

#### I primi anni
Aleksandr Solženicyn nacque a Kislovodsk l'11 dicembre 1918 in una famiglia di origine cosacco-ucraina, figlio di una giovane vedova, Taisija Solženicyna (nata Ščerbak), il cui padre, un uomo di umili origini che si era fatto da solo, possedeva grandi proprietà nel Kuban', terreni e capi di bestiame a nord delle colline del Caucaso. Durante la prima guerra mondiale Taisija andò a studiare a Mosca, dove incontrò Isaakij Solženicyn, un giovane ufficiale dell'esercito, anche lui originario del Caucaso (la sua famiglia è restituita in maniera vivida nei capitoli d'apertura di Agosto 1914, primo titolo del ciclo di racconti La ruota rossa, titolo originale Кра́сное колесо́, Krásnoe kolesó). Nel 1918 Taisija rimase incinta, tre mesi dopo Isaakij fu ucciso in un incidente di caccia. Aleksandr crebbe in povertà con la madre e una zia a Rostov; i suoi primi anni di vita coincidono con la guerra civile russa e a causa del regime le proprietà di famiglia furono espropriate, e trasformate in un kolchoz nel 1930. Il nonno materno fu arrestato dalla GPU (polizia politica) nello stesso anno e scomparve per sempre (si presume sia morto nel 1932 durante la detenzione).

Per la famiglia di Solženicyn furono anni particolarmente difficili. La madre lavorava come macchinista e vivevano nella periferia di Rostov in un locale di 9 m². In seguito, lo scrittore russo ha affermato che sua madre combatteva per sopravvivere e non disse a nessuno del passato di suo marito nell'esercito imperiale, né dell'origine socialmente sospetta della famiglia (in quanto proprietari terrieri, erano borghesi e rientravano nella categoria dei nemici del popolo come kulaki).

Taisija lo incoraggiò sempre nei suoi studi scientifici e letterari; morì a causa dell'aggravarsi delle sue condizioni fisiche, prostrata dall'eccessiva mole di lavoro e dagli stenti della guerra nel 1944.
Solženicyn sarebbe voluto andare all'Università di Mosca, ma la salute precaria della madre e le condizioni economiche in cui versava la famiglia non gli permisero di trasferirsi nella capitale, e quindi si iscrisse alla facoltà di matematica dell'università di stato di Rostov (si laureerà nel 1941), frequentando contemporaneamente per corrispondenza i corsi dell'Istituto universale per gli studi di Filosofia, Letteratura e Storia di Mosca.
Nonostante le tragedie familiari, a causa dell'indottrinamento martellante e pervasivo del totalitarismo bolscevico nella società russa, Solženicyn crebbe come il tipico uomo sovietico, corazzato ideologicamente, fedele discepolo dell'ideologia "bolscevica" (seppur segretamente critico nei confronti di quella che considerava la tirannide morale di Stalin ed il pervertimento degli ideali comunisti).
Costretto ad abbandonare gli studi dopo l'invasione tedesca, partì volontario per la seconda guerra mondiale. Inizialmente, a causa della sua salute cagionevole, fu assegnato in un posto lontano dal fronte come conducente di carriaggi, ma poi venne trasferito su sua richiesta alla scuola per ufficiali, dove divenne tenente d'artiglieria.
Combatté successivamente con valore nella battaglia del saliente di Kursk, sul Dnepr ed in Prussia Orientale, guadagnandosi sul campo il grado di capitano. Grazie alle conoscenze acquisite nella regione prussiana, pubblicò poi una delle sue opere più rilevanti: Agosto 1914.

Fu decorato due volte e proposto per l'Ordine della Bandiera Rossa, per avere salvato i suoi uomini in una situazione disperata durante una controffensiva tedesca il 27 gennaio 1945. Il 9 febbraio 1945 fu arrestato per aver criticato Stalin in una lettera privata ad un amico. Fu condannato a otto anni di campo di lavoro nei gulag e, scontata la pena, all'espulsione dall'Unione sovietica.

#### La prigionia nei gulag

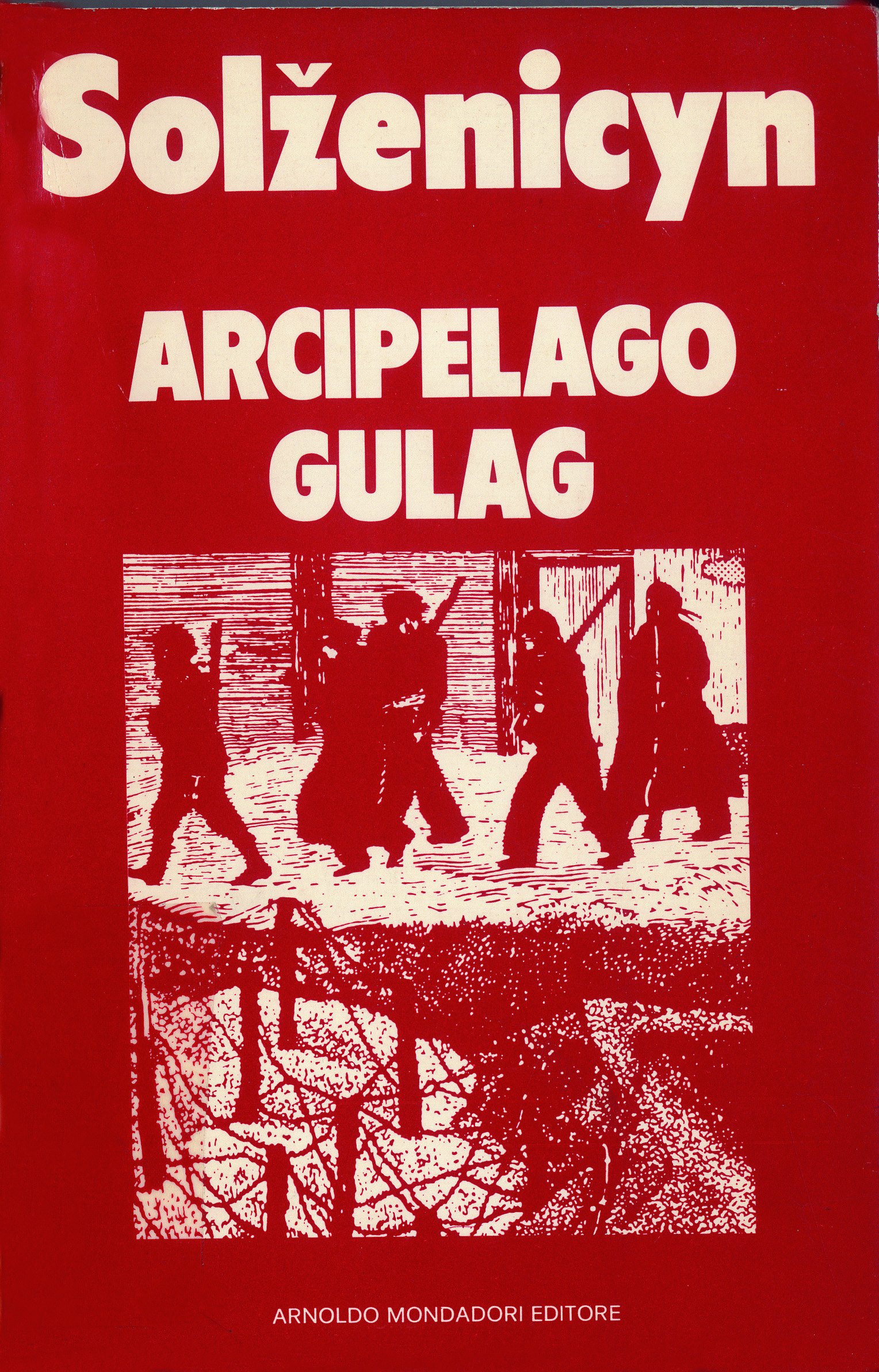
Arcipelago Gulag

Solženicyn scontò la prima parte della condanna in campi di lavoro correzionale di tipo misto (descritti nel dramma Il cervo e la ragazza). La «fase intermedia», come la chiamò lui stesso, la passò in una šaraška, uno speciale centro per le ricerche scientifiche avviato dal Ministero per la sicurezza di stato; quest'esperienza riemerge in Il primo cerchio, pubblicato nel 1968. Col passare del tempo scomparve totalmente ogni ombra di adesione all'ideologia "staliniana".
Nel 1950, ormai totalmente disilluso sulla natura del regime sovietico, fu trasferito in un campo speciale per i prigionieri politici, a seguito della sua rinuncia a collaborare ai progetti del NKVD. Durante la sua permanenza nel campo speciale della città di Ekibastūz, in Kazakistan, lavorò come minatore, muratore e operaio in una fonderia; da quest'esperienza trarrà Una giornata di Ivan Denisovič. Parteciperà allo sciopero ed ai disordini scoppiati nello stesso campo alla fine del 1951. Negli anni di gulag, non potendo scrivere, compose centinaia di versi imparandoli a memoria e recitandoli con l'aiuto di un rosario fatto da alcuni prigionieri lituani con cento piccoli grani di pane ammollato e strizzato.
Dal marzo 1953 Solženicyn inizia il suo esilio nello sperduto villaggio di Kok Terek, nella steppa del Kazakistan. Durante la lunga detenzione sua moglie aveva chiesto ed ottenuto il divorzio.

Solo ed abbandonato da tutti i suoi amici di un tempo, si ammalò di tumore ma non gli fu diagnosticato e, alla fine dell'anno, andò vicino alla morte. Nel 1954  venne portato nell'ospedale di Tashkent e venne curato. Da quest'esperienza scrisse il romanzo Padiglione cancro e qualche eco c'è anche nel racconto La mano destra. Fu durante questa decade di prigionia ed esilio che Solženicyn abbandonò il marxismo per posizioni filosofiche diverse e per fede religiosa, diventando un convinto cristiano ortodosso; questo cambiamento trova un interessante parallelo in Dostoevskij e nella sua ricerca della fede durante il periodo di carcere trascorso in Siberia. Tale cambiamento è descritto nell'ultima parte di Arcipelago Gulag.
Durante questi anni di esilio e (a seguito della morte di Stalin) dopo il ritorno nella Russia europea, Solženicyn, mentre di giorno lavorava (ha insegnato anche nella scuola secondaria), passava le notti scrivendo segretamente.

#### Solženicyn scrittore e l'esilio dalla Russia

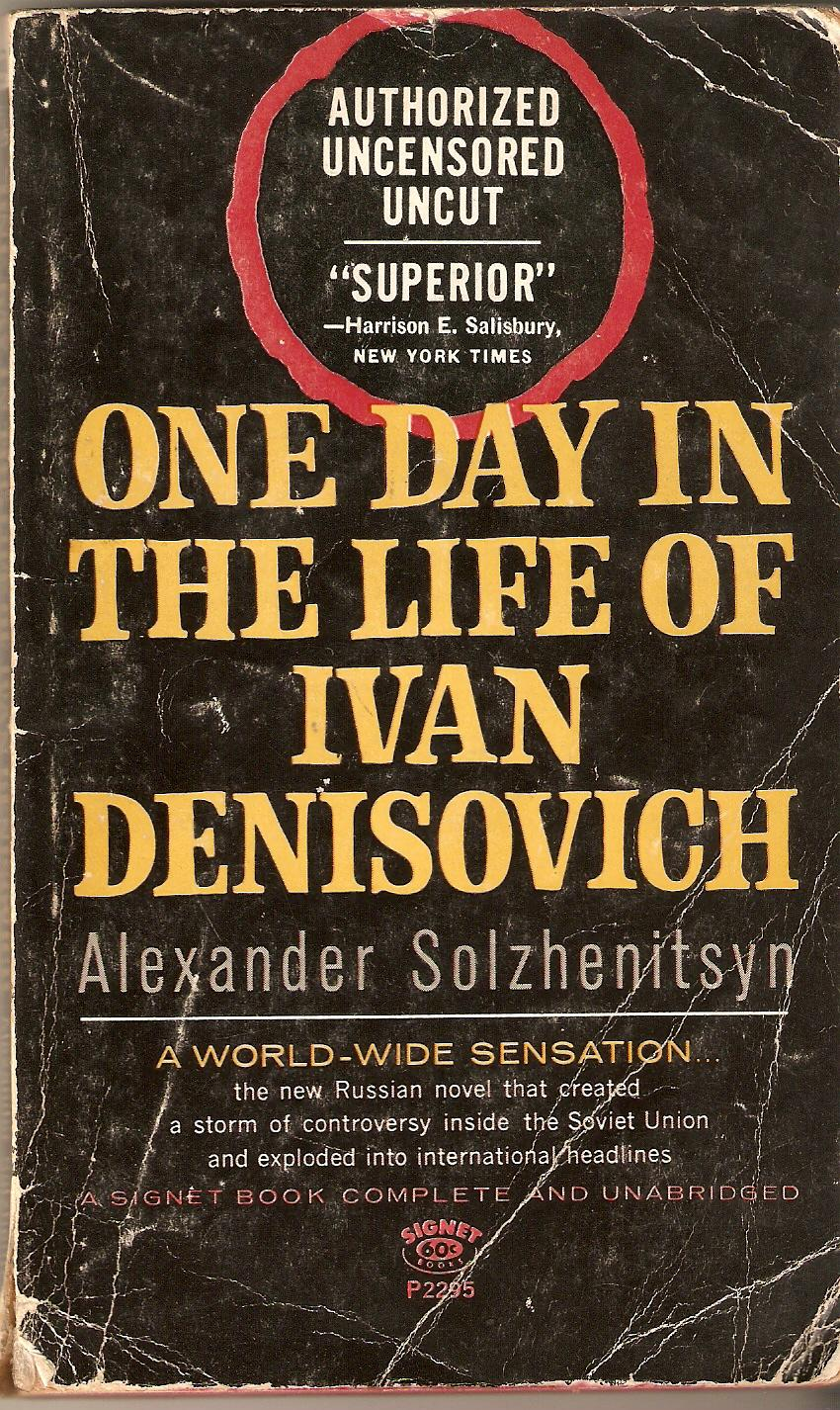
La copertina di un'edizione statunitense di Una giornata di Ivan Denisovič

A quarantadue anni, Solženicyn avvicinò il poeta e caporedattore del Novyj Mir Aleksandr Tvardovskij col manoscritto di Una giornata di Ivan Denisovič. Il romanzo venne pubblicato nel 1962 con l'esplicita approvazione di Nikita Chruščёv – Tvardovskij capì che era necessario per un romanzo di quel genere – e rimase l'unico lavoro di Solženicyn pubblicato in Russia fino al 1990.
Una giornata di Ivan Denisovič ebbe molto successo (venne anche paragonato alla Casa dei morti di Dostoevskij) e portò i gulag all'attenzione dell'occidente. Provocò molte reazioni anche in Unione Sovietica non solo per il crudo realismo e la franchezza, ma anche perché era il maggior romanzo di argomento politico nella letteratura sovietica dagli anni venti, scritto da un membro esterno al partito, addirittura da un uomo che era stato in Siberia per "discorsi diffamatori" (la lettera su Stalin) su leader politici, senza per questo subire censura. In questo senso la pubblicazione del romanzo fu un esempio quasi senza precedenti di libertà, affrontando apertamente la politica attraverso il mezzo letterario. Molti lettori sovietici lo capirono, ma dopo che Chruščёv perse il potere nel 1964, il tempo per tali romanzi si avviò lentamente verso la fine. Solženicyn non si arrese e tentò, con l'aiuto di Tvardovskij, di pubblicare Padiglione cancro in Unione Sovietica. Questo doveva però essere approvato dall'Unione degli Scrittori Sovietici e, sebbene molti lo avessero apprezzato, gli fu negata la pubblicazione in quanto non corretto e sospettato di insinuazioni e affermazioni antisovietiche (questo momento decisivo è documentato in La quercia e il vitello: saggi di vita letteraria).
La stampa di questo lavoro fu rapidamente fermata; dato che era uno scrittore, fu soggetto a vessazioni e, nel 1965, il KGB sequestrò molti dei suoi manoscritti, compreso quello de Il primo cerchio. Nel frattempo, Solženicyn continuava segretamente il febbrile lavoro ad uno dei suoi libri più sovversivi, il monumentale saggio di inchiesta narrativa (come definito nella prima pagina) Arcipelago Gulag. Il sequestro di una delle due sole copie del manoscritto da parte del KGB (seguito dal suicidio della sua assistente che aveva confessato, sotto interrogatorio, il luogo dove era nascosto) lo fece inizialmente disperare, ma gradualmente si liberò dalla pretesa di essere uno scrittore «ufficialmente acclamato», avvicinandosi alla sua seconda natura, sempre più rilevante, di scrittore e testimone della resistenza russa al totalitarismo comunista.
Sfuggito ad un tentativo di avvelenamento da parte degli organi di sicurezza nel 1968, nel 1970 Solženicyn fu insignito del Premio Nobel per la letteratura. A quel tempo non poté ricevere personalmente il premio a Stoccolma, perché temeva di non poter più ritornare dalla sua famiglia in Unione Sovietica una volta andato in Svezia. Propose di ricevere il premio in una speciale cerimonia all'ambasciata svedese a Mosca. Il governo svedese rifiutò l'offerta poiché tale cerimonia e la conseguente copertura mediatica potevano turbare il governo sovietico e, quindi, le relazioni diplomatiche con la Svezia. Alla fine Solženicyn ricevette il Premio Nobel nel 1974, dopo essere stato espulso dall'Unione Sovietica.
Arcipelago Gulag è un saggio narrativo, fra le più lucide e complete denunce dell'universo concentrazionario. Oltre alla propria esperienza personale, Solženicyn raccolse le testimonianze di altri 227 ex prigionieri e condusse alcune ricerche sulla storia del sistema penale sovietico. Il saggio tratta delle origini dei gulag all'epoca di Lenin e la vera creazione del regime comunista, descrivendo nei dettagli la vita nei campi di lavoro, gli interrogatori, il trasporto dei prigionieri, le coltivazioni nei campi, le rivolte dei prigionieri e la pratica dell'esilio interno. La pubblicazione del libro in Occidente portò la parola gulag nel vocabolario della politica occidentale e gli garantì una rapida punizione da parte delle autorità sovietiche.
Solženicyn, a causa della sua popolarità in Occidente, si guadagnò l'inimicizia del regime sovietico. Avrebbe potuto emigrare anche prima dell'espulsione, ma aveva sempre espresso il desiderio di restare nella sua madrepatria e lavorare dal suo interno per cambiarla. In questo periodo fu difeso dal violoncellista Mstislav Rostropovič, che a causa del suo supporto a Solženicyn fu costretto all'esilio.
Il 13 febbraio 1974 Solženicyn fu deportato dall'Unione Sovietica in Germania Ovest e privato della cittadinanza sovietica. Il KGB trovò il manoscritto della prima parte di Arcipelago Gulag. Proprio qualche ora prima che venisse arrestato e mandato in esilio, il 12 febbraio 1974, Solženicyn scrisse forse la sua opera più significativa, l'appello "Vivere senza menzogna". Meno di una settimana dopo le autorità sovietiche agirono contro Evgenij Evtušenko per il suo appoggio a Solženicyn.
All'esilio di Solženicyn venne dato ampio risalto dalla stampa internazionale. Giorgio Napolitano, allora alto dirigente del Partito Comunista Italiano, su «l'Unità» del 20 febbraio 1974, e poi su «Rinascita», definì la vicenda "indubbiamente significativa e preoccupante", ma avallò sostanzialmente le accuse del regime di Mosca e considerò in modo tendenzialmente «positivo» pur se con qualche distinguo, la scelta di esiliare lo scrittore.

### In Occidente
Dopo qualche tempo passato in Svizzera si trasferì negli Stati Uniti invitato dall'Università di Stanford per «facilitare il suo lavoro e ospitare la sua famiglia».

Andò ad abitare all'undicesimo piano della Hoover Tower, parte dell'Hoover Institute. Solženicyn si trasferì a Cavendish, nel Vermont, nel 1976. L'8 giugno 1978 gli venne conferita una laurea honoris causa in letteratura dall'Università di Harvard, al conferimento della quale tenne un famoso discorsodi critica del mondo contemporaneo, senza risparmiare il sistema politico e sociale occidentale.
Nei successivi diciassette anni Solženicyn lavorò alacremente al suo ciclo di quattro romanzi storici La ruota rossa completati nel 1992, all'infuori di questo portò a termine altri lavori più brevi.
Nonostante l'entusiasmo con cui fu accolto negli Stati Uniti, seguito dal rispetto per la sua vita privata, Solženicyn non si sentì mai a casa fuori dalla sua madrepatria. Il suo inglese non divenne mai scorrevole nonostante i vent'anni passati in America, anche se aveva letto opere di letteratura in lingua inglese fin dalla giovinezza, incoraggiato dalla madre. Più importante, lui sdegnò l'idea di diventare una star mediatica e di addolcire le sue idee e il suo modo di parlare per adeguarsi al linguaggio televisivo.
Gli avvertimenti di Solženicyn sul pericolo di aggressioni comuniste e l'indebolimento della tempra morale dell'Occidente furono generalmente ben accolte dagli ambienti conservatori occidentali, e ben si adattarono alla durezza della politica estera di Reagan, ma i liberali e i laicisti furono sempre più critici, considerandolo un reazionario per il suo patriottismo e per essere ortodosso. Venne anche criticato per la sua disapprovazione per quella che gli sembrava la bruttezza e insipidità spirituale del predominio della pubblicità nella comunicazione, degli spettacoli televisivi e della musica rock:

### Ritorno in Russia

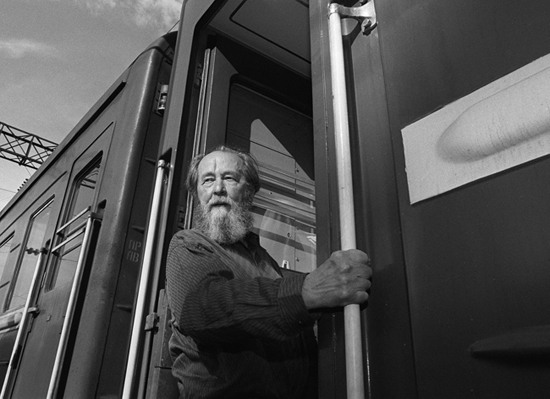
Aleksandr Solženicyn su un treno a Vladivostok nell'estate del 1994.

Nel 1990 gli fu ripristinata la cittadinanza sovietica e, nel 1994, ritornò in Russia con sua moglie Natalia, che era diventata cittadina statunitense. I loro figli restarono negli Stati Uniti (più tardi il maggiore, Ermolay, ritornò in Russia per lavorare presso la sede a Mosca della McKinsey & Company, una delle principali aziende di consulenza gestionale). Da quel momento Solženicyn visse con la moglie in una dacia a Troice-Lykovo (Троице-Лыково) ad ovest di Mosca, tra le dacie di Michail Suslov e Konstantin Černenko.
Dal suo ritorno in Russia nel 1994 Solženicyn ha pubblicato otto racconti brevi, una serie di "miniature" o poesie in prosa, le memorie dei suoi anni in Occidente e la storia in due volumi delle relazioni tra russi ed ebrei (Due secoli insieme). In quest'ultimo lavoro Solženicyn rifiuta l'idea che le rivoluzioni russe del 1905 e del 1917 furono il risultato di una cospirazione ebrea. Nello stesso tempo però analizza con lucidità e con dati obiettivi il legame popolare, culturale e politico che a lungo intercorse tra la rivoluzione bolscevica e un'ampia fascia della comunità ebraica, un aspetto poco noto della storia russa e sovietica.
L'accoglienza di questo lavoro conferma la figura polarizzante di Solženicyn sia in patria che all'estero. Secondo alcuni critici il libro conferma le idee antisemite di Solženicyn e della superiorità della Russia sulle altre nazioni. Il professor Robert Service dell'Università di Oxford ha difeso Solženicyn definendolo «assolutamente corretto», notando che Lev Trockij stesso rivendicò la sproporzione rappresentata nella burocrazia sovietica dall'elemento ebraico.

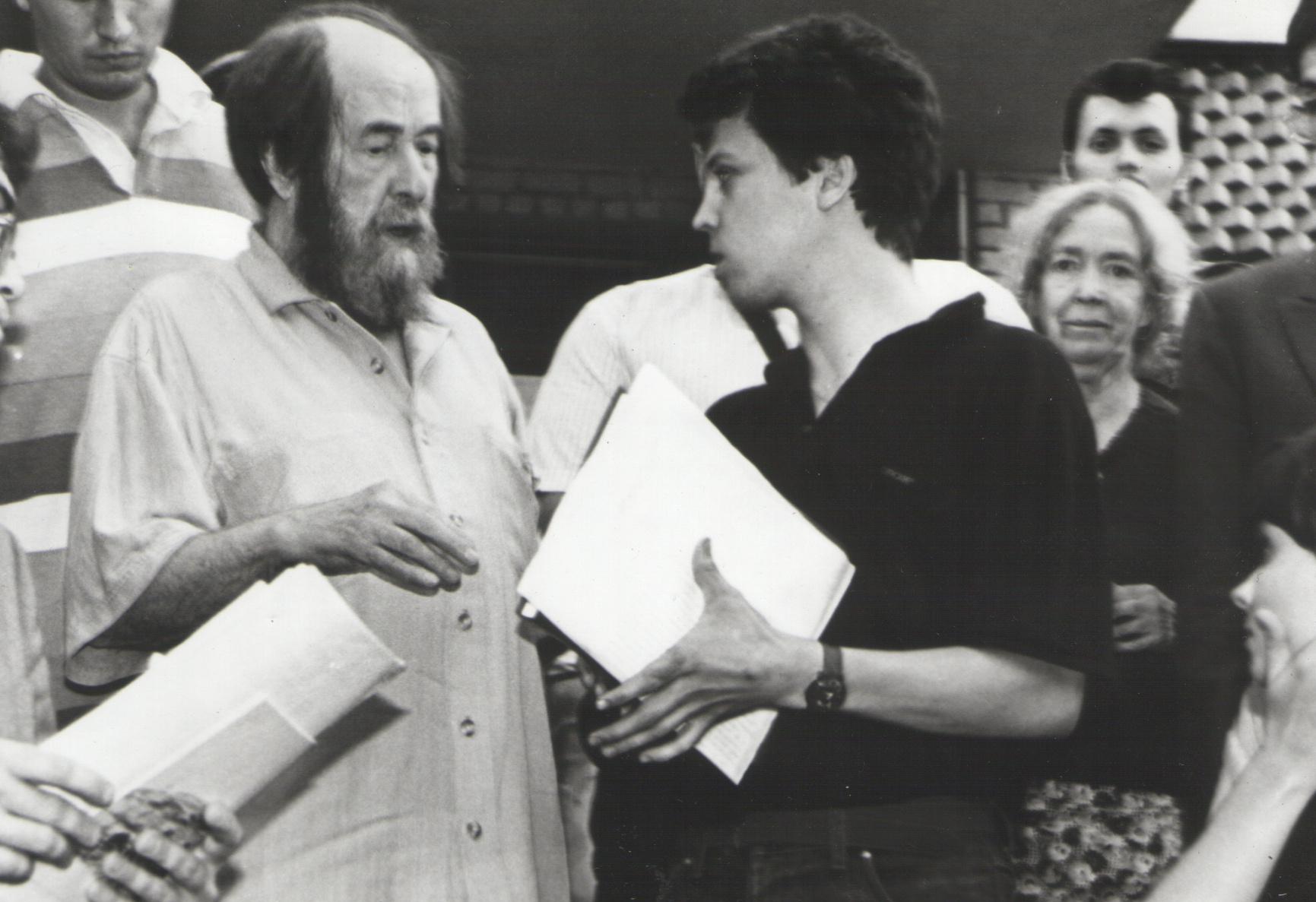
Aleksandr Solženicyn nel 1995.

Un altro famoso dissidente russo, Vladimir Vojnovič, scrisse un polemico studio dal titolo Ritratto in posa da mito dal quale emerge un Solženicyn egoista, antisemita e poco abile nello scrivere. Voinovič canzonò Solženicyn anche nel suo romanzo Moskva 2042 (Москва 2042), ritraendolo con l'egocentrico Sim Simič Karnalov, un estremo, brutale e dittatoriale scrittore che cerca di distruggere l'Unione Sovietica e, alla fine, diventa il re della Russia. Usando una sottile argomentazione, Iosif Brodskij, nel suo saggio Catastrophes in the Air (in Less than One) asserisce che Solženicyn, mentre era un eroe nel palesare le brutalità del comunismo sovietico, non riuscì a vedere la probabilità che i crimini storici che lui ha portato alla luce siano la conseguenza del carattere autoritario ereditato dalla vecchia Russia e dello "spirito severo dell'Ortodossia" (idolatrato da Solženicyn), e non imputabili quindi solo all'ideologia politica.
Nei suoi scritti politici più recenti, quali Come ricostruire la Russia? (1990) e Russia in collapse (1998) Solženicyn critica gli eccessi oligarchici della nuova democrazia russa, opponendosi comunque a qualsiasi nostalgia per il comunismo. Difende inoltre il moderato e autocritico patriottismo (come opposizione ad un estremo nazionalismo), indispensabile per l'autonomia locale in una Russia libera; manifesta inoltre preoccupazione per il destino dei venticinque milioni di russi negli Stati dell'ex Unione Sovietica. Chiede inoltre che venga protetto il carattere nazionale della Chiesa ortodossa russa e lotta contro l'ammissione di preti cattolici e pastori protestanti in Russia da altri paesi. Per un breve periodo condusse un programma televisivo dove espresse brevemente le sue opinioni. Tale programma fu sospeso a causa dei duri giudizi che Solženicyn esprimeva, ma Solženicyn continuò a mantenere un profilo relativamente alto nei media.

### Morte

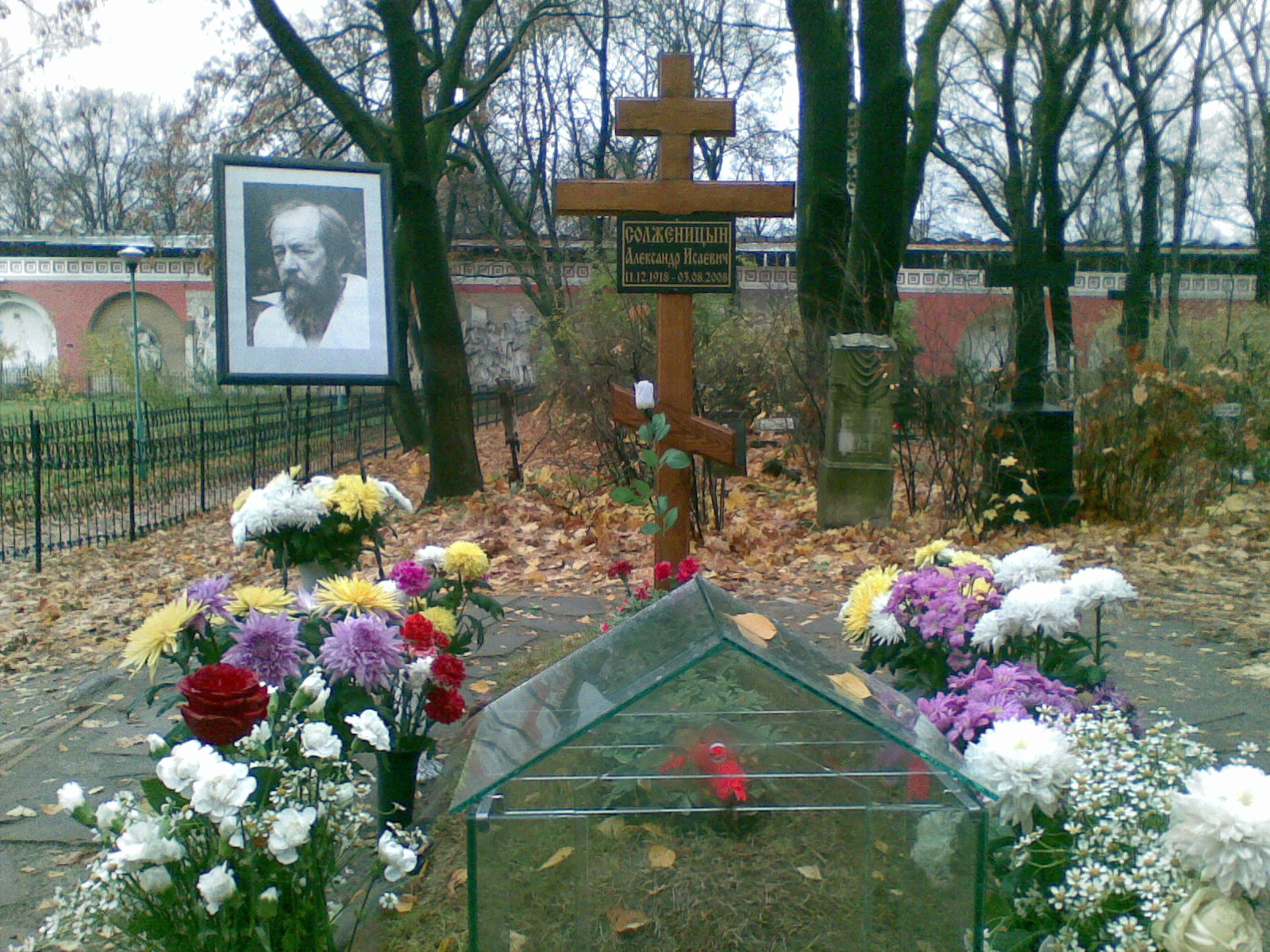
La tomba di Solženicyn.

Solženicyn morì di infarto il 3 agosto 2008, a 89 anni. Il servizio funebre fu tenuto nel Monastero Donskoj di Mosca il 6 agosto 2008. Egli fu sepolto lo stesso giorno nel luogo che si era scelto nel cimitero del Monastero, con solenni funerali di Stato. Dopo la sua morte leader russi e di varie parti del mondo lo hanno ricordato nei loro discorsi.

## Visioni storico-politiche

### Visioni storiche
Durante gli anni passati in occidente Solženicyn diede vita ad un intenso dibattito sulla storia della Russia, l'Unione Sovietica e il comunismo, cercando di correggere quelli che considerava essere i malintesi da parte dell'Occidente.

### Comunismo, Russia e nazionalismo
La storiografia tradizionale giustifica la rivoluzione d'ottobre, sfociata dopo il 1917 in un regime autoritario come strettamente connessa alla storia della Russia zarista, specialmente nelle figure di Ivan il Terribile e Pietro il Grande. Solženicyn afferma che questo è fondamentalmente sbagliato ed ha liquidato il lavoro di Richard Pipes come "visione polacca della storia russa". Solženicyn nota come la Russia zarista non avesse le stesse tendenze violente dell'Unione Sovietica sottolineando che la Russia zarista non praticava la censura se non in rari casi; i prigionieri politici obbligati al lavoro forzato nella Russia zarista erano un decimillesimo rispetto a quelli dell'Unione Sovietica; il servizio segreto dello zar era presente in sole tre grandi città, e non in tutta la nazione. La violenza del regime sovietico non era in nessun modo comparabile con quella minore degli zar.
Sarebbe, insomma, una forzatura biasimare le catastrofi russe del XX secolo con zar del XVI e XVIII secolo quando ci sono molti altri esempi di violenza che hanno ispirato, invece, i bolscevichi, e specialmente quello dei giacobini nel Periodo del terrore in Francia.
Critica anche l'idea che l'Unione Sovietica fosse russa in ogni suo aspetto, sostenendo che il comunismo era internazionale ed era scopo del nazionalismo usarlo come uno strumento per ingannare il popolo. Una volta al potere il comunismo tenta di cancellare ogni nazione, distruggendo la sua cultura e opprimendo il popolo.

Secondo Solženicyn infatti la cultura e il popolo russo non erano dominanti della cultura nazionale dell'Unione Sovietica, dove non c'era una vera e propria cultura predominante perché oppressa in favore di una cultura ateistica sovietica; quando il regime sconfisse la paura di ribellioni da parte delle minoranze etniche ne oppresse anche la loro cultura. Quindi, il nazionalismo russo e la Chiesa ortodossa non dovevano essere considerate una minaccia per l'occidente, ma piuttosto come alleati che dovevano essere incoraggiati.

### Guerra

#### Seconda guerra mondiale
Solženicyn criticò gli alleati per il ritardo con cui aprirono un nuovo fronte in occidente contro la Germania nazista, un ritardo che fu determinante per la dominazione e l'oppressione sovietica nelle nazioni dell'Europa orientale. Solženicyn sostiene che le democrazie occidentali abbiano trascurato i morti e i sacrifici tedeschi e russi pur di concludere la guerra nel modo più indolore per le nazioni occidentali. Assegnato in Prussia Orientale come ufficiale d'artiglieria, Solženicyn assistette a diversi crimini verso i civili tedeschi da parte dei "liberatori" sovietici, tra cui il saccheggio indiscriminato, gli stupri di massa e gli omicidi impuniti. Il suo poema Notti Prussiane narra di questi incidenti: il narratore racconta con toni di approvazione dei crimini sui civili tedeschi, esprimendo il desiderio di prendervi parte. Il poema descrive anche lo stupro di una donna polacca, scambiata per tedesca dai soldati dell'Armata Rossa.

#### Guerra del Vietnam
Nel suo discorso all'Università di Harvard nel 1978 Solženicyn dichiara che molti negli Stati Uniti d'America non capiscono la guerra del Vietnam. Anche se ci sono molti pacifisti che sostengono la necessità di fermare la guerra il più presto possibile, loro diventano complici «del genocidio e la sofferenza oggi imposta a trenta milioni di persone». Retoricamente domanda se i pacifisti statunitensi capiscano le conseguenze che le loro azioni hanno in Vietnam chiedendo «Questi convinti pacifisti sanno ascoltare ora la voce proveniente da quei luoghi?».
Durante il soggiorno in occidente Solženicyn fece poche ma severe dichiarazioni pubbliche attirandosi anche alcune critiche, in particolare da Daniel Ellsberg che lo considerava un traditore.

#### Guerra del Kosovo

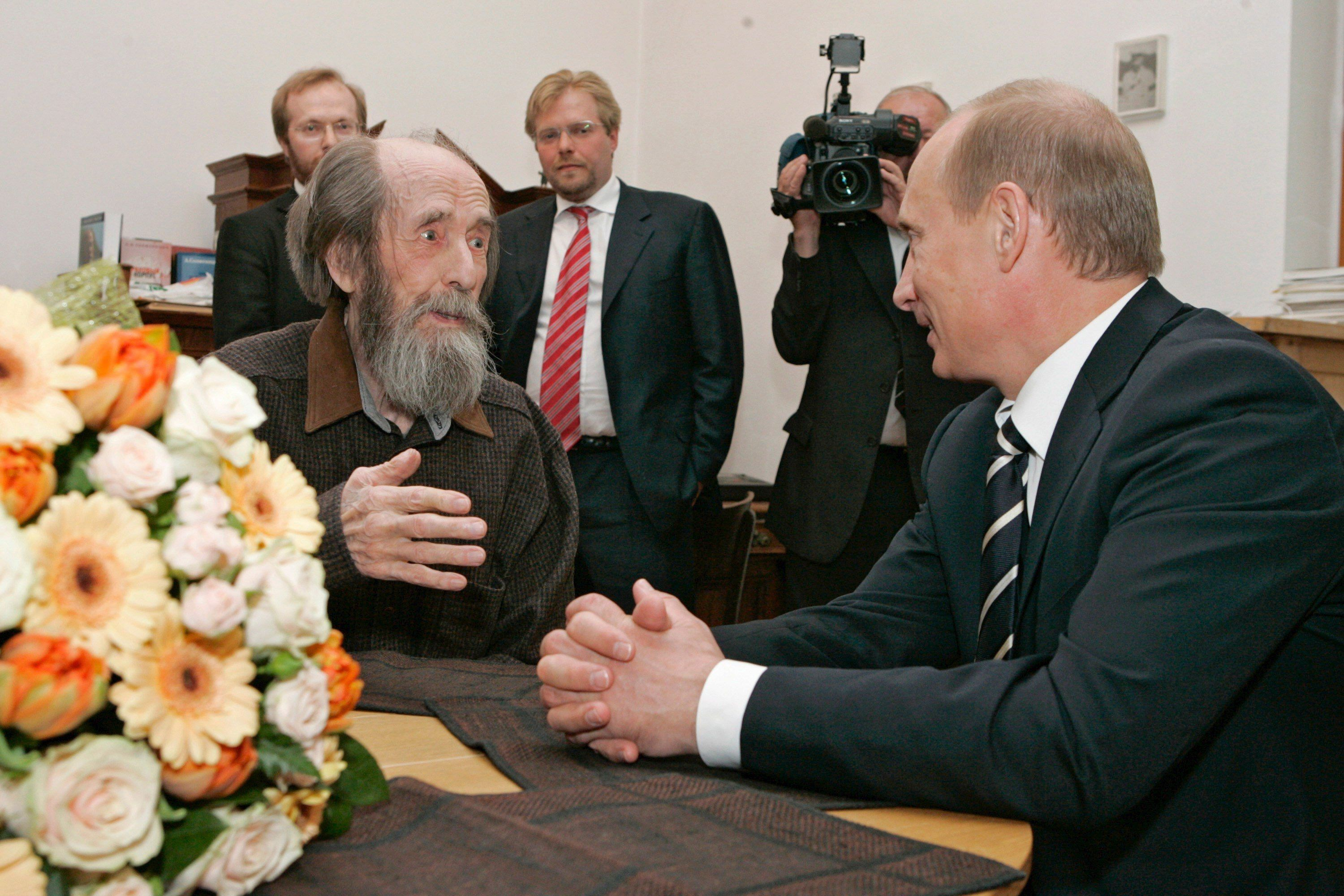
Solženicyn con Vladimir Putin

Solženicyn ha duramente condannato i bombardamenti della NATO in Jugoslavia nel 1999 dicendo che «non ci sono differenze tra la NATO e Hitler».

### Il mondo moderno
Solženicyn descrisse i problemi sia dell'oriente che dell'occidente come «un disastro» radicato nell'agnosticismo e nell'ateismo, riferendosi alla calamità di un'autonoma irreligiosa coscienza umanistica. Queste posizioni lo hanno fatto tacciare di essere reazionario, anche dagli occidentali che lo avevano sostenuto come dissidente anticomunista.

### Pena di morte
Solženicyn, nei suoi ultimi anni di vita, prese posizione a favore della reintroduzione della pena di morte in Russia, opinione respinta dal Presidente Vladimir Putin, per il reato di terrorismo.

## Vita privata
Nel 1940 si sposò civilmente con la prima moglie Natal'ja Rešetovskaja; in seguito i due divorziarono e Solženicyn si sposò una seconda volta con rito religioso nel 1973 con Natalija Svetlova, da cui ebbe tre figli.
Tutti i figli di Solženicyn sono cittadini statunitensi. Uno di essi, Ignat, è un acclamato pianista e direttore d'orchestra.

## Opere
La più completa edizione (30 volumi) delle opere di Solženicyn è in corso di pubblicazione in Russia. La presentazione dei primi tre volumi ha avuto luogo a Mosca.

### Edizioni italiane delle opere di Solženicyn
- Una giornata di Ivan Denisovič, Milano, Garzanti, 1963.
- Una giornata di Ivan Denisovič; La casa di Matrjona; Alla stazione, Torino, Einaudi, 1963.
- Divisione cancro, come anonimo sovietico, Milano, Il Saggiatore, 1968
- Il primo cerchio, Milano, A. Mondadori, 1968
- Nel primo cerchio, Roma, Voland Edizioni, 2018 (prima traduzione della versione integrale). ISBN 9788862433594
- Tra autoritarismo e sfruttamento, Milano, Jaca Book, 1968; 1979.
- Reparto C, Torino, Einaudi, 1969.
- Il cervo e la bella del campo; Una candela al vento, Torino, Einaudi, 1970.
- Nell'interesse della cosa e altri racconti, Milano, Longanesi, 1970.
- Per il bene della causa, Roma, Tindalo, 1970; Milano, A. Mondadori, 1971.
- Agosto 1914. Nodo primo, Milano, A. Mondadori, 1972.
- Lettera al patriarca di tutta la Russia, Reggio Emilia, Age, 1972.
- Nell'interesse della causa; La mano destra; Accadde alla stazione di Krecetovka, Milano, Massimo, 1972.
- Documenti, con Andrej Dmitrievič Sacharov, Roma, Armando, 1973.
- Il mio grido. Discorso del premio Nobel testo integrale, Noto, Sicula, 1973.
- Solzenicyn il credente. Lettere, discorsi, testimonianze, Bari, Edizioni Paoline, 1974.
- Romanzi brevi e racconti, Roma, Newton Compton, 1974.
- Arcipelago Gulag. 1918-1956. Saggio di inchiesta narrativa, 3 voll., Milano, A. Mondadori, 1974-1978.
- Vivere senza menzogna, Milano, A. Mondadori, 1974. [contiene la Lettera ai dirigenti dell'Unione Sovietica]
- La quercia e il vitello. Saggi di vita letteraria, Milano, A. Mondadori, 1975.
- Discorsi americani, Milano, A. Mondadori, 1976.
- Lenin a Zurigo. Capitoli, Milano, A. Mondadori, 1976.
- Tutto il teatro, Roma, Newton Compton, 1976.
- Il cervo e la puttana
- Una candela al vento
- Dialogo con il futuro. Discorsi e interviste, Milano, La casa di Matriona, 1977.
- Un mondo in frantumi. Discorso di Harvard. Testo integrale, Milano, La casa di Matriona, 1978.
- L'errore dell'occidente. Gli ultimi interventi su comunismo Russia e occidente con in appendice il discorso di Harvard, Milano, La casa di Matriona, 1980.
- Ricostruire l'uomo. Scritti e interviste su Polonia, Russia e Occidente, Milano, La casa di Matriona, 1984.
- Novembre 1916 (1984)
- Marzo 1917 (1986)
- Aprile 1917
- Come ricostruire la nostra Russia?, Milano, Rizzoli, 1990. ISBN 88-17-84073-4.
- La questione russa alla fine del secolo XX, Torino, Einaudi, 1995. ISBN 88-06-13647-X.
- La verità è amara. Scritti, discorsi e interviste (1974-1995), Milano, M. Minchella, 1995. ISBN 88-86612-01-X.
- Ego, Torino, Einaudi, 1996. ISBN 88-06-14000-0.
- Miniature, Firenze, Passigli, 2006. ISBN 88-368-0935-9.
- Due secoli insieme

I, Ebrei e russi prima della rivoluzione, Napoli, Controcorrente, 2007. ISBN 88-89015-44-6.
II, Ebrei e russi durante il periodo sovietico, Napoli, Controcorrente, 2007. ISBN 88-89015-43-8.
- Ama la Rivoluzione!, Milano, Jaca Book, 2012. ISBN 978-88-16-53001-0.
- L'uomo nuovo. Tre racconti, Milano, Jaca Book, 2013. ISBN 978-88-16-53013-3.
- L'arresto: Vivere e morire ai tempi dei gulag, Milano, Osimo, 2022. ISBN 979-12-81358-08-9.
- L’istruttoria. Torture, false confessioni, gulag, Milano, Osimo, 2022. ISBN 979-12-81358-12-6.
- Storia delle fogne russe. Ondate di deportazione in gulag, Milano, Osimo, 2022. ISBN 979-12-81358-10-2.
- La donna in lager: Vita quotidiana nei gulag, Milano, Osimo, 2022. ISBN 978-88-31462-76-1.

- Caprio, S., Caruso, R. La dissidenza dimenticata. L’Unione Social-Cristiana Panrussa di Liberazione del Popolo dalle memorie di Evgenij Vagin. Valore Italiano Editore, 2025. ISBN 9791281584150

## Filmografia sullo scrittore
- Conversazioni con Solženicyn. Documentario in 5 parti da 45 minuti ciascuna realizzato nel 1998 da Aleksandr Sokurov.

## Onorificenze

### Altri riconoscimenti
Nel 1994, lo scrittore è stato insignito del Premio Brancati-Zafferana per la diffusione della cultura italiana nel mondo.
Dal 2001 è onorato tra i Giusti al Giardino dei Giusti di Milano.